# فرانك هولت
فرانك هولت (بالإنجليزية: Frank Holt)‏ هو عالم إنسان أمريكي، ولد في 6 أبريل 1954.